# Giorgio Marengo
Giorgio Marengo, né le 7 juin 1974 à Coni en Italie, est un prêtre missionnaire de la Consolata et évêque catholique italien, préfet apostolique élu d'Oulan-Bator depuis le 2 avril 2020.
Le pape François le crée cardinal le 27 août 2022 .

## Biographie
Né à Coni en 1974, il fait partie des scouts, il pratique l'escrime et est diplômé au lycée classique. Il fait ses vœux le 24 juin 2000 pour les Missionnaires de la Consolata et il est ordonné prêtre le 26 mai 2001.
De 2000 à 2006, il étudie à l'Université pontificale urbanienne et obtient son doctorat en missiologie. Il est le premier représentant de son ordre religieux en Mongolie après son ordination sacerdotale.
Correspondant missionnaire en Mongolie, à partir de 2016 et jusqu'à sa nomination épiscopale, il est conseiller régional de l'Asie, supérieur de l'ordre pour la Mongolie et curé de la paroisse Marie Mère de Miséricorde à Arvayheer,. 
Le 2 avril 2020, le pape François le nomme préfet apostolique d'Oulan-Bator et évêque titulaire de Castra Severiana (de), succédant à Wenceslao Selga Padilla, décédé le 25 septembre 2018,. Il est consacré le 8 août 2020 dans le sanctuaire de la Consolata par le cardinal Luis Antonio Tagle, et comme co-consacrants l'archévêque de Turin Cesare Nosiglia et le cardinal Severino Poletto, son prédécesseur au siège piémontais,. 

### Rang ecclésiastique
- : Cardinal de l'Église catholique - 27 août 2022

## Œuvres
- Sussurrare il Vangelo nella terra dell'eterno Cielo blu, riflessioni missiologiche sull'evangelizzazione in Mongolia; Urbaniana University Press, Via Urbano VIII, 16 – 00165 Roma.

## Autres images

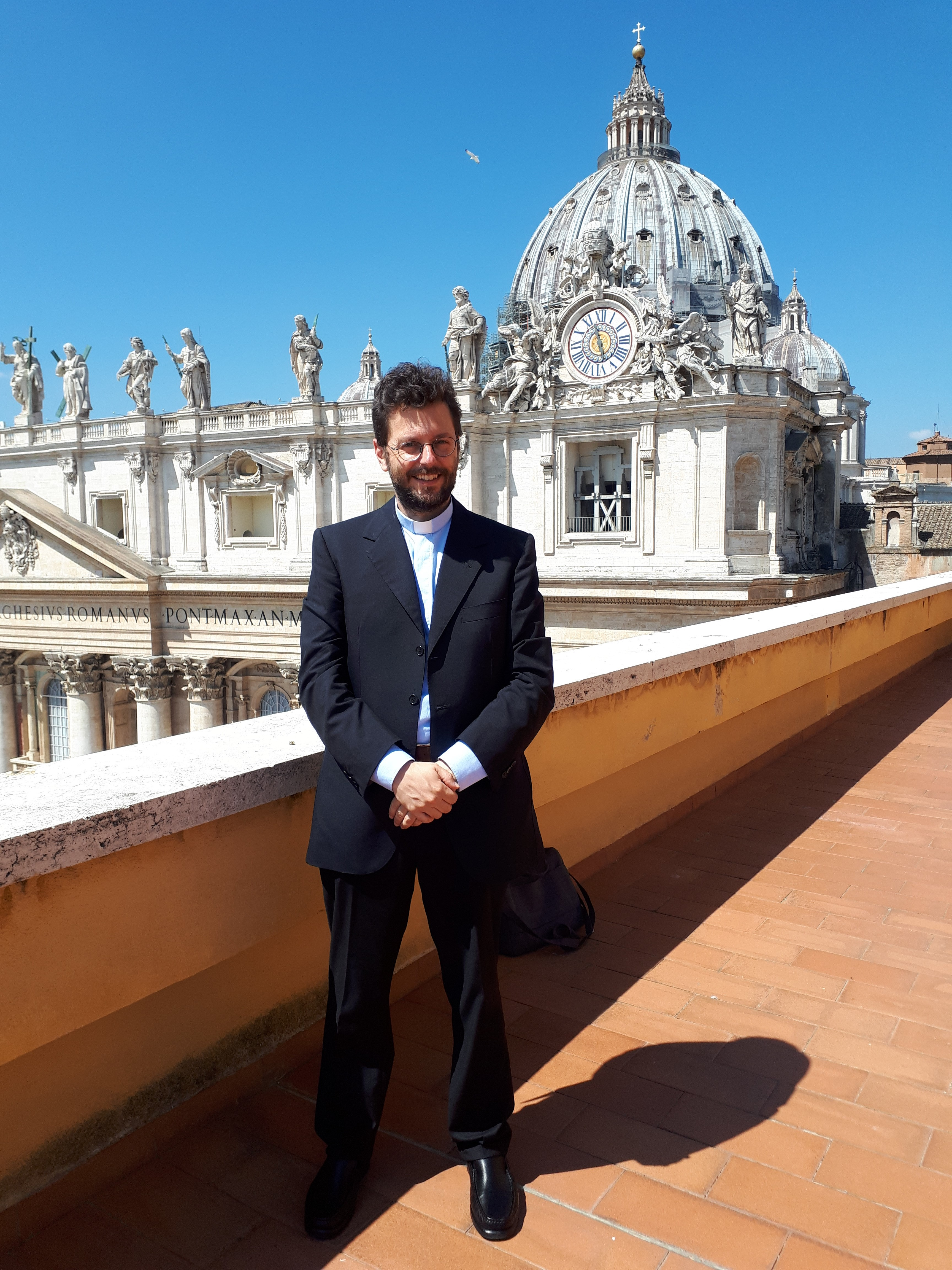
Père Marengo durant un voyage à Rome.
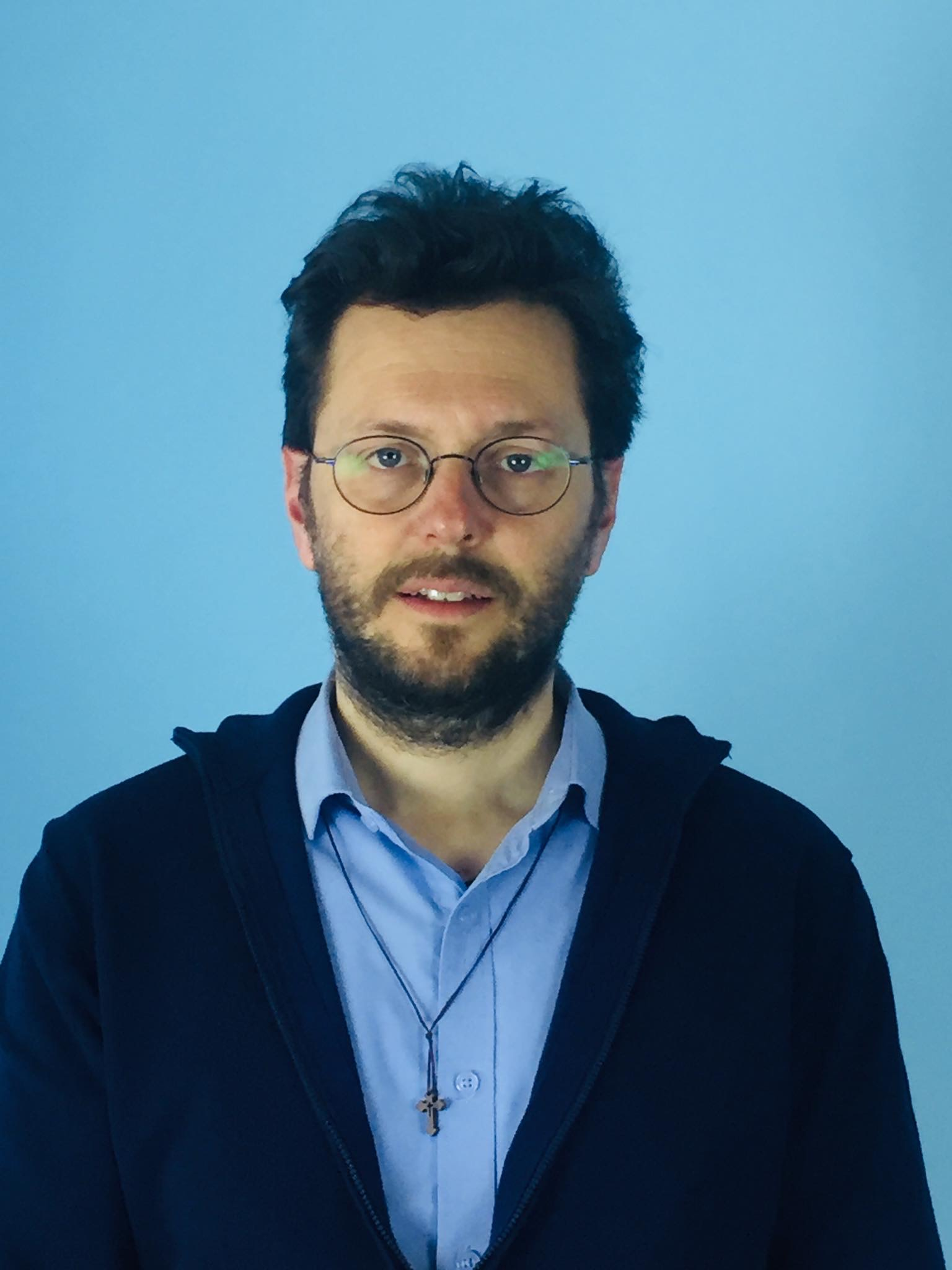
Père Giorgio Marengo.